# Манастир Светог Ђорђа у Старом Нагоричану
Манастир Светог Ђорђа у Старом Нагоричану је српски средњовековни православни манастир који се налази у селу Старо Нагоричане, 13 km источно од Куманова. Манастир је посвећен Светом великомученику Георгију и задужбина је српског краља Милутина.

## Историја
Према натпису урезаном у камену греду изнад отвора западног портала, цркву Светог Ђорђа је саградио српски краљ Милутин 1312/1313. године на темељима старије цркве. Краљ је дао да се надзида горњи део, на порушеним зидовима храма. Фреске у цркви су завршене 1317/18. године, у време игумана Венијамина, о чему говоре натписи у цркви изнад западног портала. Фрескопис су 1318. године довршили сликари Еутихиос и Михаел.
Стефан Дечански се 1330. године, уочи битке са бугарским царем Михаилом Шишманом, молио у нагоричкој цркви пред иконом Светог Ђорђа. Крајем 16. века било је преправки у горњем делу цркве, о чему сведочи запис на једној опеци.
Године 1927. манастир и село су посетили бројни светски стручњаци византолози, који су боравили у Београду, на Светском конгресу византолога. Француски стручњак Мије је неколико дана продужио боравак у манастиру, да би га на миру проучио а потом и писао радове, о дивним и интересантним фрескама.
До 1929. године храм је био у очајном стању. Зидови са спољашње стране су били затрпани наслагама шута и земље до висине од једног метра. Под цркве је био комплетно подигнут. Неке фреске су биле упропашћене потписима посетилаца. Бугари су 1917. године око цркве и унутар ње копали до два метра дубине, тражећи гроб цара Михаила Шишмана, који је погинуо у бици код Велбужда 1330. године. Главни иницијатор обнове храма је био тадашњи митрополит скопски Варнава. По речима председника општине Старо Нагоричане, Спире Димитријевића (1931) манастирски храм је пропадао од влаге, коју су привлачили гробови ископавани у порти. Зато је затворено гробље и кренуло се учвршћењем темеља. Када је су вршени радови - копано око храма 1930. године, откривена је велика неексплодирана топовска граната заривена дубоко у земљи. У јуну 1930. године, под руководством архитекте Ђурђа Бошковића, отпочела је обнова која је завршена 1932. године.
Према легенди, на месту данашњег храма византијски цар Роман IV Диоген је у 11. веку изградио цркву из благодарности према пустиножитељу Светом Прохору Пчињском, који му је прорекао успон на византијски престо. Сусрели су се ту, док је млади Адегеон (Диоген) био у лову. Будући цар је заиста у тој области, тада владао као "стратег". Прохор је у близини данашње цркве живео 28 година у испосници. У време међуратне оправке постојали су "неколико корачаја" удаљени од манастира, извор и поменута испосница посвећена Св. Прохору.

## Архитектура
Храм је саграђен у облику уписаног крста са једном куполом на средини и четири мање, на зидовима старије цркве правоугаоне издужене основе, постављене у правцу запад-исток, са полукружном апсидом на источној страни. Олтарски простор је сразмерно велики и посебна је целина, наставља се на простор наоса, који у свом источном делу има сва три дела по схеми уписаног крста. Замисао по којој је направљен олтарски простор и његова сразмерна величина говоре о солунском, односно цариградском извору, због чега у том погледу претходи призренској катедрали Богородици Љевишкој. Ђаконикон је затворена просторија, вратима спојена са главним делом олтарског простора, а протезис повезан са средњим делом широким лучно завршеним отвором, и потпуно отворен према наосу. Оба бочна дела олтарског простора су без полукружних ниша на источној страни. Наос, изнад кога је велика средишња купола, је асиметрично пројектован и изграђен јер му је изостављен западни травеј у корист припрате, која покрива сразмерно велику површину. Припрата, правоугаона просторија са улазом на средини западног зида, у просторном смислу наставља наос, са којим је повезана преко три лучно завршена пролаза.
Сви елементи горње конструкције у занатском смислу су беспрекорно урађени. Полуобличасти сводови саграђени за краке уписаног крста, носе главну куполу и пружају се до обимних зидова грађевине. Удвојени лукови носе подужни полуобличасти свод (подужног крака крста) изнад припрате. Калота, кружни тамбур куполе и пандантифи у супструкцији, изведени су као и код четири угаоне куполе. На западној страни супструкција велике куполе је прилагођена околности што је носећи лук замењен пуним зидом. Мале куполе изграђене на самим угловима цркве, у облицима сличне великој куполи, постављене су на бочне полуобличасте сводове. Пандантифи се непосредно повезују са основном супструктуром, без посебних ојачања. Посебну пажњу заслужују крстасти сводови у угловима на пресецима подужног и попречног полуобличастог свода, на дијагоналама квадрата над којима је саграђена велика купола. Два западна крстаста свода су квадратне основе, а два источна покривају целу дужину источног травеја наоса, због чега им је основа у облику правоугаоника.
Старија грађевина је сазидана од блокова трахита који има сивожућкасту боју (сиви окер). Блокови су добро тесани, у питању су правилни квадери са добро обрађеним равним површинама на лицу грађевине. За обнову цркве, коришћени су камени блокови трахита од старије грађевине, сига и опека. Фасаде млађе фазе састоје се углавном од трахита. Опека уоквирује камене блокове, образује у горњим зонама површине у облику орнамента, лукове око простора, наоса и купола, и венце по врху фасада и тамбура купола. Сига се јавља у мањим количинама, и то чини унутрашње прозоре на грађевини и малим куполама, затим средње оквире на тамбуру велике куполе и венце испод трифора. Опека је сва печена од истог материјала и уједначене је дебљине. Кровни покривач данас чине камене плоче, а првобитно су били олово и глеђосане керамичке плоче.
Код западне фасаде, доњи део припада старијој грађевини, компактан је и уједначено зидан. Пиластри на конзолама северно и јужно од портала, по висини изнад њега накнадно су уграђени у масу зида старије грађевине. За њихову конструкцију употребљен је камен, као и нешто опеке. У реду тесаника испод венца бифоре уклесан је низ подједнаких ритмично распоређених рупа. Њихове мере су 10×10 са дубином око 5 цм. Млађа фаза обележена је карактеристичним комбиновањем квадера камена и опеке. Бочни прозори конструисани су на истоветан начин. Разлике су уочљиве једино у начину зидања и систему декорације. Узани, једноделни правоугаони отвори, полукружно завршени, уоквирени су појасом сиге, редом вертикално постављене опеке и тростепеном архиволтом. Спољне архиволте изведене су на истоветан начин, хоризонталним ређањем опеке на бочним површинама и радијално на луку који прати кружни отвор прозора. Унутрашња архиволта, украшена је појасом хоризонтално постављене опеке, затим уском траком вертикално постављене опеке коју прати ред крстастих лончића и нешто шири појас формиран уметањем опека у малтер без неког одређеног система. Средишња бифора конструисана је знатно сигурније и правилније, где је уоквирена великим комадима камена. Исти материјал искоришћен је и за профилисани венац који носи отвор, док су средњи стубић и полукружни отвор изведени од камена црвене боје. Стопа и капител меноа богато су профилисани, док је само тело стуба подељено по хоризонтали траком на чвор, а по вертикали жлебовима са спољне и унутрашње стране отвора. Лунета изнад отвора декорисана је редовима опеке и и крстастим лончићима. Октогоналне куполе изнад бочних простора припрате излазе директно из равни крова. Делови постоља видљиви су само на северозападном и југозападном углу, изведени су у опеци и малтеру. Централна октогонална купола почива на квадратном постољу. Површине тамбура око отвора уоквирене су тракама од опеке и сиге, а лунете изнад отвора попуњене су опеком и малтером.
Доњи део зида јужне фасаде грађен је блоковима трахита. Блокови су неједнаких димензија, али постављени у правилним хоризонталним редовима. Исти блокови камена, брижљиво клесани, коришћени су за израду оквира портала и једноделних отвора у зони изнад њега. На равној површини зида уочљив је низ рупа распоређених у два хоризонтална реда. Код млађе фазе грађења коришћен је камен у комбинацији са опеком. Гранична линија између млађе и старије грађевине спуштена је између горњих пиластара, који су постављени у продужетку централног лука. На фасади се види да се зид старије грађевине завршава у једној водоравној равни. У тој равни, којом почиње зид млађе грађевине, постављен је ред опеке, са изузетком површине између западног прозора и западне ивице фасаде. Између два западна и два источна прозора, изнад овог реда је још један ред опеке. Керамички украс на целој површини испод слепе аркаде је симетричан ,рађен у правилном ритму, и несумњиво чини хармоничну целину. На челу источног пиластра на два места се појављују површине од крстастих лончића и опеке. Знатних преправки је било у горњим деловима фасаде између источног пиластра и источне ивице фасаде. Куполе су очито све преправљане у горњим деловима. На југозападној куполи унутрашњи лук је на свим странама од сиге. На четири основне стране су уски прозори, а на осталим странама зид од сиге и опеке са дебелим спојницама од малтера. Коцкасто постоље велике куполе изгледа добро очувано. Југозападни угао му је сазидан од блокова сиге уоквирених опеком. Слично је рађен и југоисточни угао.
Доњи делови источне фасаде потичу од старије грађевине. И овде се појављују рупе у зидовима које би могле потицати од система скела. Лук апсидалног прозора са својим вишестепеним назубљењем исклесан је у једном каменом блоку. Бочни прозори урађени су слично прозорима на бочним фасадама испод малих купола. На исти начин је развијен оквир око прозора, а испод прозора је формиран од једног реда опека, лако избачен венац. На јужном прозору горњи део трећег лука уоквирен је крстастим лончићима и направљен је од сиге, као и код северног прозора. Стране апсиде су слично обрађене, слепе нише имају по два лука од опеке који уоквирују дно нише која је сазидана од опеке и камена. При врху јужне, југоисточне и источне нише појављују се удубљене кружне површине уоквирене са горње стране опеком. Зидне површине између ниша рађене су каменом и опеком.
Храм је изгледа, на северној страни, у највећој мери сачувао првобитни облик. Источни прозор под малом куполом има мали венац од опеке. Испод траке крстастих лончића је мотив од опеке на лакат постављене. Изнад траке су комади вертикално и хоризонтално постављене опеке. Између источног и суседног малог прозора постоји појас од опеке који личи на фриз. Средњи део фасаде се у целини добро очувао. Лунета изнад три отвора трифоре има керамичку декорацију у водоравним тракама. У врху је осмолисна ружа од керамичких листова. Североисточна мала купола сачувала је своју првобитну грађу. На основним странама где су прозори, унутрашњи лук је од сиге, а на осталим странама од опеке. У лунетама изнад унутрашњих лукова основни мотив су крстасти лончићи. Два северна рогља велике куполе су у блоковима камена и опеци. Североисточна и северозападна страна тамбура велике куполе слично су обрађене. Поврх лука изнад прозора иде трака крстастих лончића, изнад ње водоравна трака крстастих лончића, затим на североисточној страни крст, а на другим двема странама вертикале од опеке. Источна страна тамбура куполе је била обрађена у хоризонтали од крстастих лончића. Мала северозападна купола је у свему слична североисточној.